# ВАПЛИТЕ
Свободная академия пролетарской литературы (укр. Вільна Академія Пролетарської Літератури) — литературное объединение на Украине. Возникло в Харькове.
Время существования: февраль 1926 — 28 февраля 1928 гг. Фактический лидер — Микола Хвылевой. Президент — Михаил Яловой, позднее — Николай Кулиш. Секретарь — Аркадий Любченко.

## Описание
Организация стояла на фундаменте создания новой украинской литературы путём усвоения наилучших достижений западноевропейской культуры. Принимая официальные требования коммунистической партии, в вопросах литературной политики ВАПЛИТЕ занимало независимую позицию и стояло на идеологии создания новой украинской литературы квалифицированными творцами, что ставили перед собой требование усовершенствования.

## Участники
В состав организации входили: Микола Хвылевой, Михаил Яловой, Аркадий Любченко, Олесь Досвитный, Николай Кулиш, Майк Йогансен, Григорий Эпик, Павел Тычина, Иван Сенченко, Олекса Слисаренко, Пётр Панч, Микола Бажан, Юрий Яновский, Юрий Смолич, Иван Днепровский, Александр Копыленко, Василь Вражливый и другие.

## Завершение деятельности
Взгляды Хвылевого обусловили критику ВАПЛИТЕ со стороны партийных и государственных деятелей УССР. Особенно острым нападкам подверглось произведение Хвылевого «Вальдшнепы». Вследствие постоянных преследований в 1928 году ВАПЛИТЕ была вынуждена пойти на упразднение изнутри. Члены организации продолжали свою деятельность в альманахе «Литературная ярмарка» (1928—1929) и организации «Пролитфронт». Члены ВАПЛИТЕ стали одними из первых жертв сталинских репрессий.